# رولف سولمن
رولف سولمن (سوئدی: Rolf Sohlman؛ زادهٔ ۱۲ مارس ۱۹۵۴) هنرپیشه، کارگردان فیلم، کارگردان، و فیلم‌نامه‌نویس اهل سوئد است.
از فیلم‌ها یا برنامه‌های تلویزیونی که وی در آن نقش داشته‌است می‌توان به یک داستان عاشقانه سوئدی اشاره کرد.